# NGC 882
NGC 882 è una galassia lenticolare situata nella costellazione dell'Ariete, a una distanza di circa 178 milioni di anni luce dalla nostra Via Lattea.

## Scoperta
La galassia è stata scoperta l'11 gennaio 1831 dall'astronomo britannico John Herschel.

## Descrizione
NGC 882 presenta una larga riga a 21 cm dell'idrogeno neutro.